# Sébastien Sasseville
Sébastien Sasseville, né Saint-Patrice-de-Beaurivage le 25 septembre 1979, est un sportif et conférencier canadien. Sébastien Sasseville est atteint du diabète de type 1, diagnostiqué en 2002. C'est à la suite de ce diagnostic que Sasseville a décidé de se consacrer aux sports d'endurances. Il est notamment reconnu comme le premier canadien atteint du diabète de type 1 - et le troisième au monde - à s'être rendu sur le sommet du Mont Everest.
Le 2 février 2014, Sasseville a entamé à St-Jean, Terre-Neuve-et-Labrador, une course à pied de 7 500 km à travers le Canada, qui le mène à Vancouver en Colombie-Britannique le 14 novembre 2014 pour la Journée mondiale du diabète.